# Steve Bodjona
Steve Bodjona de son nom complet Aléwabia Délali Aklesso Bodjona, né le 21 septembre 1982 à Aného dans le Sud-Est de la région maritime au Togo, est un juriste, diplomate, acteur culturel et écrivain togolais,.
Il acquiert une renommée internationale en tant que promoteur de la Foire Internationale du Livre de Lomé (FI2L), qu'il organise au travers de son club Le Littéraire,, une plateforme visant à promouvoir les valeurs littéraires africaines et particulièrement togolaise avec son ouvrage des larmes au crépuscule qui est intégré au programme scolaire de français des élèves en classe de quatrième au Togo,,.
Il est également le fondateur de ShaNat Éditions et ex-chargé des affaires ad intérim de l'ambassade du Togo au Japon,,. Il a été le premier diplomate togolais au Japon,.
Il est actuellement conseiller à la cellule diplomatique de la Présidence togolaise

## Biographie

### Jeunesse et formation
Né d'une mère originaire d'Aného et d’un officier de police, natif de Kouméa (région de la Kara), il commence son enseignement primaire à l'école la Madone d'Aneho, de 1985 à 1991 et obtient son Certificat d'Études du Premier Degré (CEPD) en 1992 à Sotouboua (ville située dans la région centrale du Togo).
Par la suite, il a poursuivi ses études au collège et au lycée de cette ville, et a obtenu son baccalauréat littéraire A4 en 2001. Il entre à la faculté de droit à l'université de Lomé pour poursuivre ses études supérieures. Il obtient une maîtrise, option droit public en 2005.
Il rejoint l'école nationale d'administration de Lomé où il est diplômé en 2007 après deux ans d'études en diplomatie et parle couramment: le français, l'anglais et le japonais ainsi que les langues locales africaines comme: le mina et le kabiyè.

### Carrière diplomatique

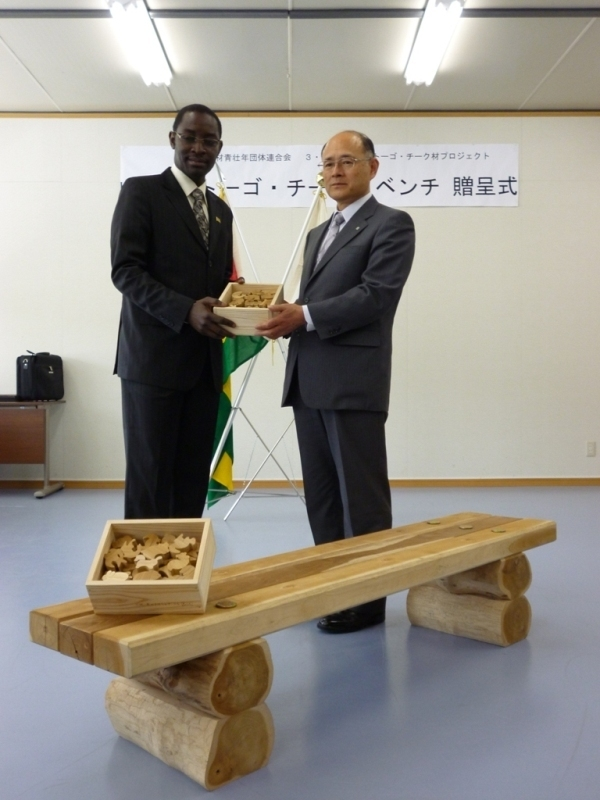
Steve Bodjona (à gauche) et Toshio Saito (à droite)

En février 2008, Steve fait son entrée au Ministère des Affaires étrangères du Togo et occupe de 2010 à 2016, la fonction de chef de la représentation diplomatique du Togo à Tokyo au Japon,.
De 2016 à 2017, Il devient directeur des togolais de l'extérieur.
En marge de sa carrière de diplomate, c'est aussi un panafricain engagé à travers la littérature. Il embrasse également plusieurs genres littéraires notamment les romans, les nouvelles, poésie en relevant les réalités de la vie africaine à travers son club le Littéraire; il est l’auteur de plusieurs préfaces et postfaces comme l'ouvrage: Sur les routes sanglantes de l’exil de Moïse Inandjo,.
En février 2023, Il lance sa maison d'édition après dix années de plumes dans la littérature togolaise,.

### Vie associative et culturelle
Steve est un ancien responsable de l’AIEJ-TOGO (Association Internationale des Étudiants juristes) et le Président-fondateur du club Le Littéraire, association culturelle qui œuvre à la promotion du livre, de la lecture et de la culture au Togo, en Afrique et dans le monde. C’est grâce à cette institution culturelle qu’il initie divers événements littéraires et culturels au Togo dont la Foire Internationale du Livre de Lomé (FI2L),,, Lectureactiv,, les Régionales du livre, le Prix plumes en herbe et la Braderie du livre au cours desquelles les livres pour adultes et enfants se vendent à petits prix,. Il en a même offert gratuitement à la bibliothèque de l'Université de Lomé en juin 2022 et à l'Université de Kara en juin 2022.
Il organise périodiquement le festival culturel au Japon à l'endroit d'artistes togolais à l'instar de King Mensah,.

## Prix et distinctions
- 2012 : Prix d'honneur du titre d'Ambassadeur pour la paix par la section japonaise de la Fédération Universelle pour la Paix[19].
- 2018 : Prix littéraire Plume dorée en avril, qui est une initiative qui vise à contribuer à la promotion de la littérature au Togo[41].
- 2021 : Prix Denyigba de l'excellence culturelle en février à la 3e édition de l'événement Togo Top Impact (TTI) en tant que personnalité ayant le plus marqué l'année dans le domaine de la promotion culturelle malgré le contexte de la crise sanitaire[42],[43],[44].

## Œuvres Littéraires
- Politique étrangère du Togo : une décennie d'offensive diplomatique (Essai), Togo, Éditions Continents, novembre 2007 (LCCN PQ3989.3.B5763 S25 2013)
- Voile d'espoir (Essai), Lomé, novembre 2013[35]
- Rêverie (Essai), Togo, Éditions, décembre 2013[35]
- (ja) Rêverie [« Mousou »] (Essai en japonais), Tokyo, Bibliothèque du Centre international du Kansai de la Fondation du Japon, 2013, Livres papier  19 × 21 cm
- [Manuel juridique] Relever le défi du droit (préf. Adama Kpodar) (Droit, Méthodologie (LCSH)), Togo, Éditions Continents, février 2013[45].
- De Cœurs en Cœur (Poésie), Togo, Éditions Continents, coll. « Collection Scriptorium », 2013[46].
- Les ronces de l’amour (nouvelle et fiction), Togo, Éditions Continents, coll. « Collection Cris de cœur », septembre 2014 (Ida Abalo)[47].
- L'odyssée ou le journal d'un migrant (Essai), France, Edilivre-Aparis, 7 septembre 2014, 50 p., 13,40 × 20,40 × 0,40 cm (ISBN 2332679073, EAN 9782332679079)[48],[49],[50].
- Hymne à la Nation (préf. N'bouéké A. Goeh-Akue) (Poésie), Togo, Éditions Continents, septembre 2014[51],[52].
- La valse des diplomates (Poésie), Togo, Éditions Continents, septembre 2014[53],[14].
- Salves d’Afrique (Essai), Togo, Éditions, avril 2014[54]
- Réflexion inspirée de « L’Afrique Noire Est Mal Partie » (Essai), Lomé, septembre 2014[19].
- D’un cœur d’enfant (Recueil et essai), France, Edilivre-Aparis, coll. « Collection Classique », juin 2014, 46 p., 13,40 × 20,40 × 0,40 cm (ISBN 2332655530, EAN 9782332655530)[55],[56].
- Orémus : 25 poésies-prières et 15 maximes-réflexions (rdacontent) (Poésie), Togo, Éditions Continents, 2015
- Des Larmes au Crépuscule (rdacontent) (Roman), Togo, Éditions Awoudy, 2016, 108 p. (ISBN 979-10-91011-23-5)[57]
- (ja) le Japon que mon cœur chante [« Waga Kokoro Ga Utau Nihon : Chuunichi Togo Kyowakoku Linji Dairi Taishi no Nihon Taizaiki »] (Japon -- Carnet de voyage) (Essai en japonais), Tokyo, Bibliothèque du Centre international du Kansai de la Fondation du Japon, coll. « Bibliothèque universitaire Collection » (no 2), septembre 2014, 126 p., Livres papier  19 × 21 cm (ISBN 9784990808525 et 4990808525, Service bibliothécaire national 9784990808525, Bibcode BB20983148)[58]
- (ja) Voile d'espoir [« Kibou no beru »] (Essai en japonais), Tokyo, Bibliothèque du Centre international du Kansai de la Fondation du Japon, 2012, Livres papier  19 × 21 cm[59]
- Misères et chimères (Monographe) (Recueil de récits), Togo, Empreintes Éditions, coll. « Odyssée », octobre 2019, 115 p. (ISBN 238044000X et 9782380440003)[60],[61].
- Esso le petit curieux découvre les fêtes traditionnelles du Togo (Essai), Lomé, Éditions, décembre 2020[62].
- Erreur fatale (Essai), Togo, Éditions Continents, septembre 2021[63].
- Le cahier à Zénia (Roman), Togo, Empreintes Éditions, septembre 2021[64].
- Rêves brisés (Roman), Togo, ShaNat Éditions, 2023 (ISBN 9782958234300)[59].

### Ouvrages collectifs
- Steve Bodjona, Soro Benjamin, Macaire Etty Soilé, Cheick Amidou, Cédric Marshall Kissy, Placide Konan, Patricia Hourra (poète) et Emilie Tapé (poéte), La pluie était d'abord goutte d'eau (Recueil de poèmes), Togo, 2019[59],[65]
- Steve Bodjona, Ayi Renaud Dossavi, Dhémanane Kafechina, Gina de Fanti, Kalbesh Kutsonya, Kodjo Agbémélé, Kokoè Essenam Kouevi, Mawulolo Ahlijah, Noun Fare et Thérèse Karoué-Atchall, Mot à maux (Nouvelle), Togo, 31 mai 2021[66],[59]

### Ouvrages préfaciers
- Moïse Inandjo (préf. Steve Bodjona), Sur les routes sanglantes de l’exil (Roman), Lomé, Éditions Continents, coll. « Collection Cris de cœur », 17 octobre 2014, 114 p., 19 × 19 cm (ISBN 9782918700807 et 2918700800, OCLC 898286500, LCCN 2015371085)[27]
- À mal d'amour lasse (préf. Steve Bodjona) (roman), Togo, Éditions Continents, 2013[49],[67]